# Loogootee
Loogootee is een plaats (city) in de Amerikaanse staat Indiana, en valt bestuurlijk gezien onder Martin County.

## Demografie
Bij de volkstelling in 2000 werd het aantal inwoners vastgesteld op 2741.
In 2006 is het aantal inwoners door het United States Census Bureau geschat op 2670, een daling van 71 (-2,6%).

## Geografie
Volgens het United States Census Bureau beslaat de plaats een oppervlakte van
4,1 km², geheel bestaande uit land. Loogootee ligt op ongeveer 164 m boven zeeniveau.

## Plaatsen in de nabije omgeving
De onderstaande figuur toont nabijgelegen plaatsen in een straal van 20 km rond Loogootee.